# Miltonia cuneata
Miltonia cuneata (tên tiếng Anh: Wedge-shaped Miltonia) là một loài phong lan đặc hữu của đông nam Brasil.

## Hình ảnh

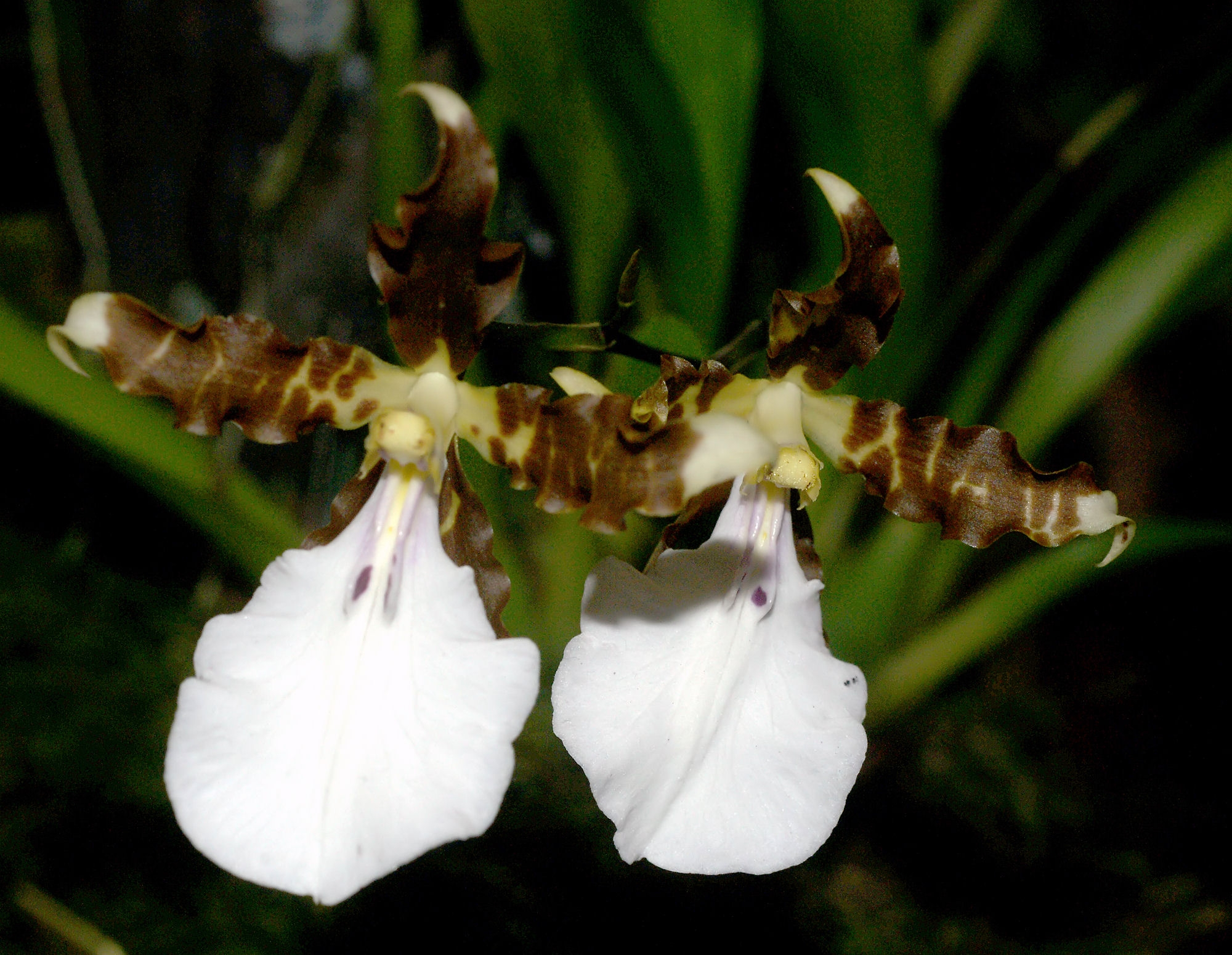
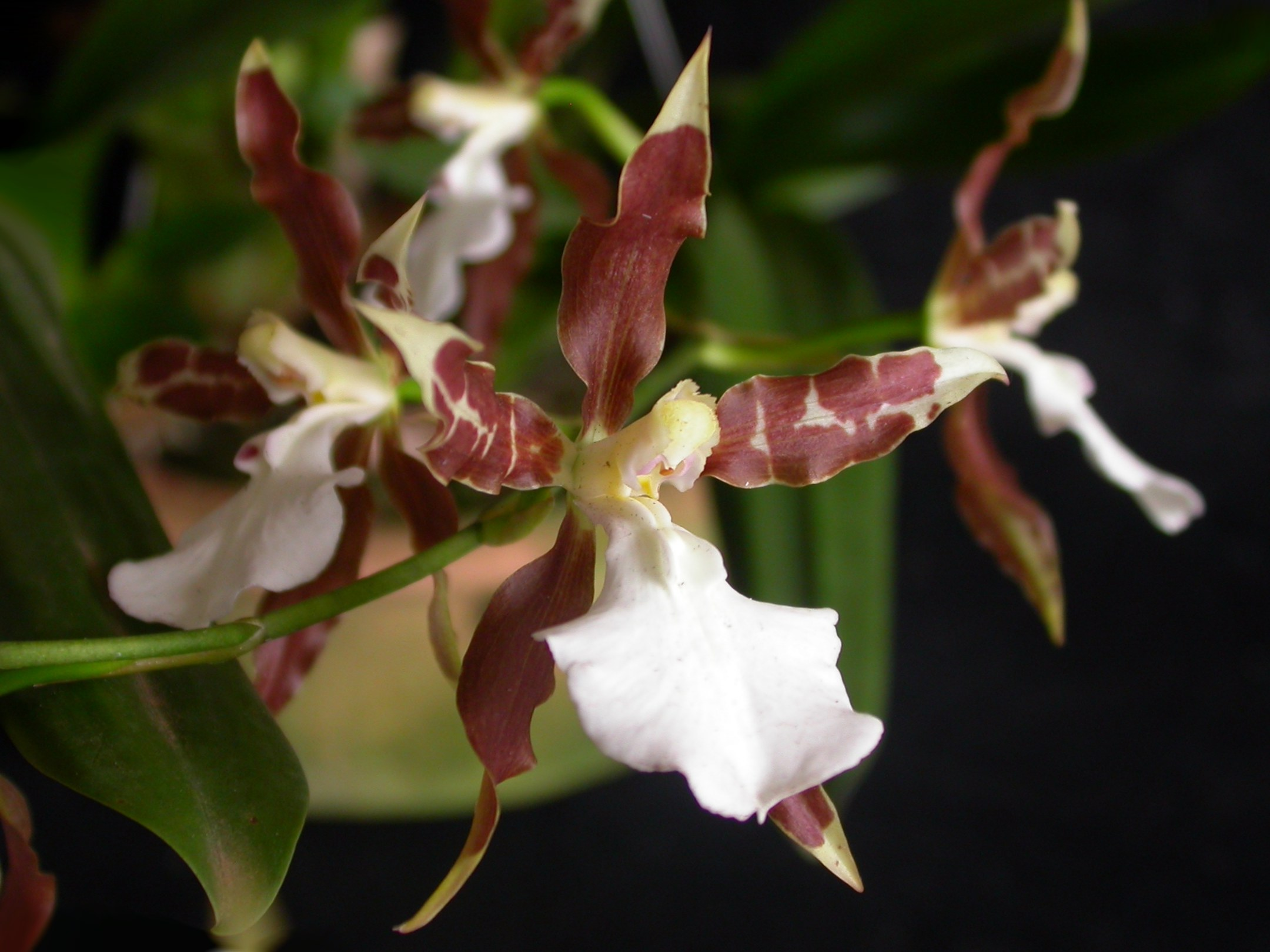
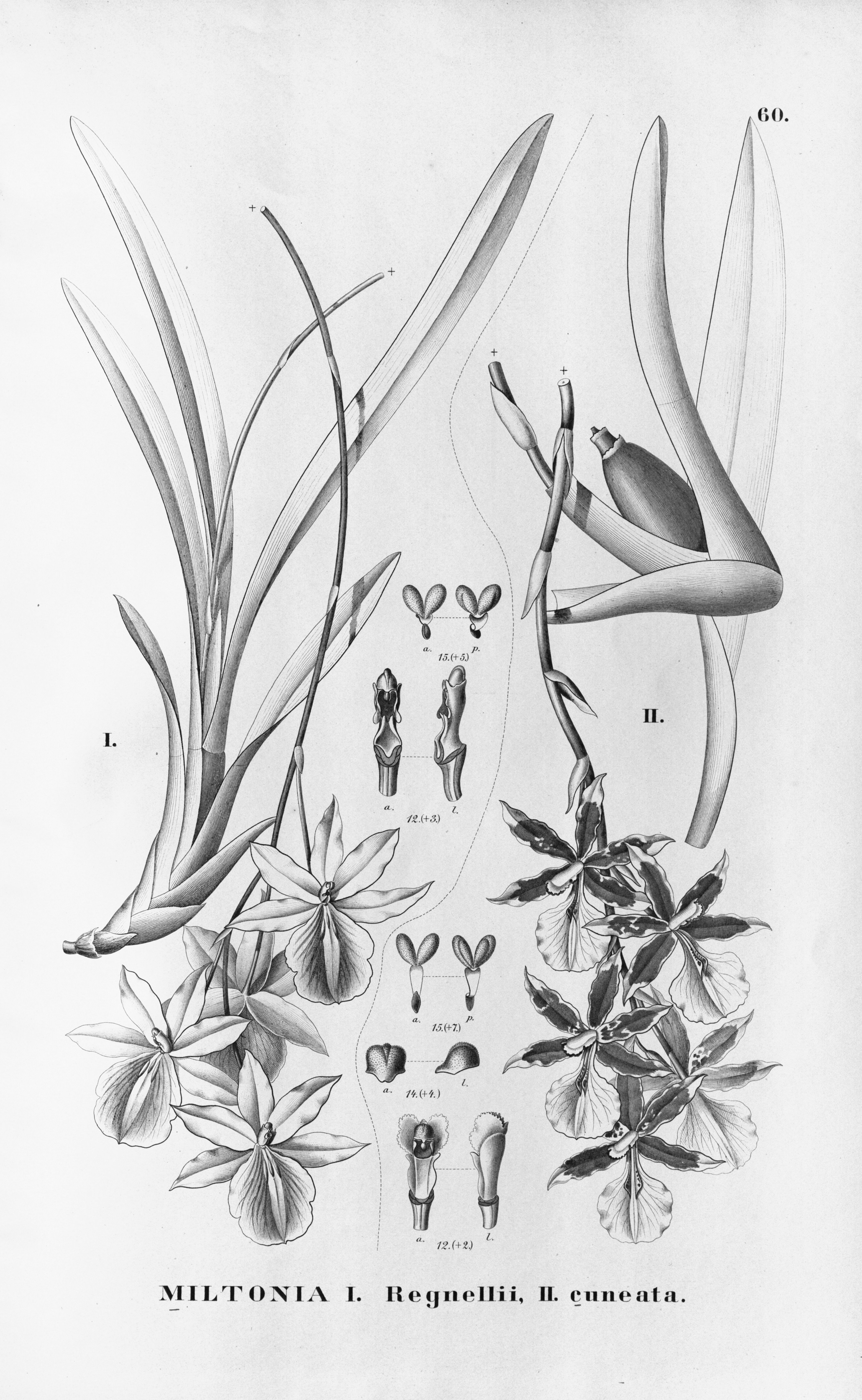